# Yakuza (computerspelserie)
Yakuza (Japans: 龍が如く, Romaji: Ryū ga Gotoku, letterlijk "Zoals een draak") is een door Sega ontwikkelde en uitgegeven computerspelserie.
Het is een serie van actie-avonturenspellen die zich afspelen in een open wereld. De gameplay bevat ook een groot deel in het beat 'em up-genre.
Het eerste spel in de serie kwam uit in 2005 voor de PlayStation 2 en kostte 21 miljoen Amerikaanse dollar om te produceren.

## Spellen in de serie
| Jaar | Titel                                             | Platform                                                                                        |
| ---- | ------------------------------------------------- | ----------------------------------------------------------------------------------------------- |
| 2005 | Yakuza                                            | PlayStation 2 Exclusief uitgebracht in Japan voor PlayStation 3 en Wii U                        |
| 2006 | Yakuza 2                                          | PlayStation 2 Exclusief uitgebracht in Japan voor PlayStation 3 en Wii U                        |
| 2009 | Yakuza 3                                          | PlayStation 3 Als onderdeel van een compilatiespel voor PlayStation 4, Windows, Xbox One        |
| 2010 | Yakuza 4                                          | PlayStation 3 Als onderdeel van een compilatiespel voor PlayStation 4, Windows, Xbox One        |
| 2012 | Yakuza 5                                          | PlayStation 3 Als onderdeel van een compilatiespel voor PlayStation 4, Windows, Xbox One        |
| 2015 | Yakuza 0                                          | PlayStation 4, Xbox One, Windows, Amazon Luna Exclusief uitgebracht in Japan voor PlayStation 3 |
| 2016 | Yakuza 6: The Song of Life                        | PlayStation 4, Windows, Xbox One                                                                |
| 2020 | Yakuza: Like a Dragon                             | PlayStation 4, PlayStation 5, Windows, Xbox One, Xbox Series X/S                                |
| 2023 | Like a Dragon Gaiden: The Man Who Erased His Name | PlayStation 4, PlayStation 5, Windows, Xbox One, Xbox Series X/S                                |
| 2024 | Like a Dragon: Infinite Wealth                    | PlayStation 4, PlayStation 5, Windows, Xbox One, Xbox Series X/S                                |

### Remakes
- Yakuza Kiwami (2016)
- Yakuza Kiwami 2 (2017)
- Like a Dragon: Ishin! (2023)

## Verfilming
In 2007 verscheen een verfilming van de serie onder de naam "Like a Dragon". De gangsterfilm werd geregisseerd door Takashi Miike en is gebaseerd op het eerste computerspel in de reeks.

## Trivia
- Professioneel darter Paul Lim komt als karakter voor in Yakuza 6: The Song of Life.[1]